# Turknötväcka
Turknötväcka (Sitta krueperi), tidigare Krüpers nötväcka, är en tätting i familjen nötväckor som förekommer huvudsakligen i Turkiet.

## Utseende och läten
Turknötväcka är en relativt liten nötväcka, endast 11,5-12,5 centimeter. Liksom övriga nötväckor är ovansidan blågrå och undersidan smutsvit. Denna art kännetecknas dock av kombinationen svart framhjässa, vitt ögonbrynsstreck och en stor roströd fläck på bröstet. Könen är i princip lika, honan har något mindre svart på huvudet än hanen som dessutom är mindre avgränsat mot både ögonbrynet och den blågrå nacken.
Fågeln lockar mjukt dvuii, likt grönfinken. Sången är en gäll ramsa som liknats vid en gammaldags cykeltuta eller leksakstrumpet.

## Utbredning och systematik
Arten är stannfågel eller höjdledsflyttare i Mindre Asien från Turkiet till Kaukasusbergen, men också på den grekiska ön Lesbos utanför det turkiska fastlandet. Den är närmast släkt med en annan art med mycket begränsad utbredning, den algeriska kabylnötväckan (Sitta ledanti) som upptäcktes först 1975.

## Ekologi
Turknötväcka bebor tempererade barrskogar från havsnivån till 2400 meter över havet, i Turkiet huvudsakligen med svarttall (Pinus nigra), ädelgranen Abies cilicica, tallarten Pinus brutia, en samt cederarten Cedrus libani. I Kaukasus återfinns den istället i granskog mellan 1000 och 2000 meter, framför allt i gamla bestånd av nordmannsgran (Abies nordmannia) men också i tallskog. Den bygger sitt bo i halvdöda trädstammar redan utgrävda av hackspettar. Fågeln lever huvudsakligen av insekter och spindlar under häckningstid, under höst och vinter av barrträdsfrön som den gärna lagrar. Endast honan ruvar äggen.

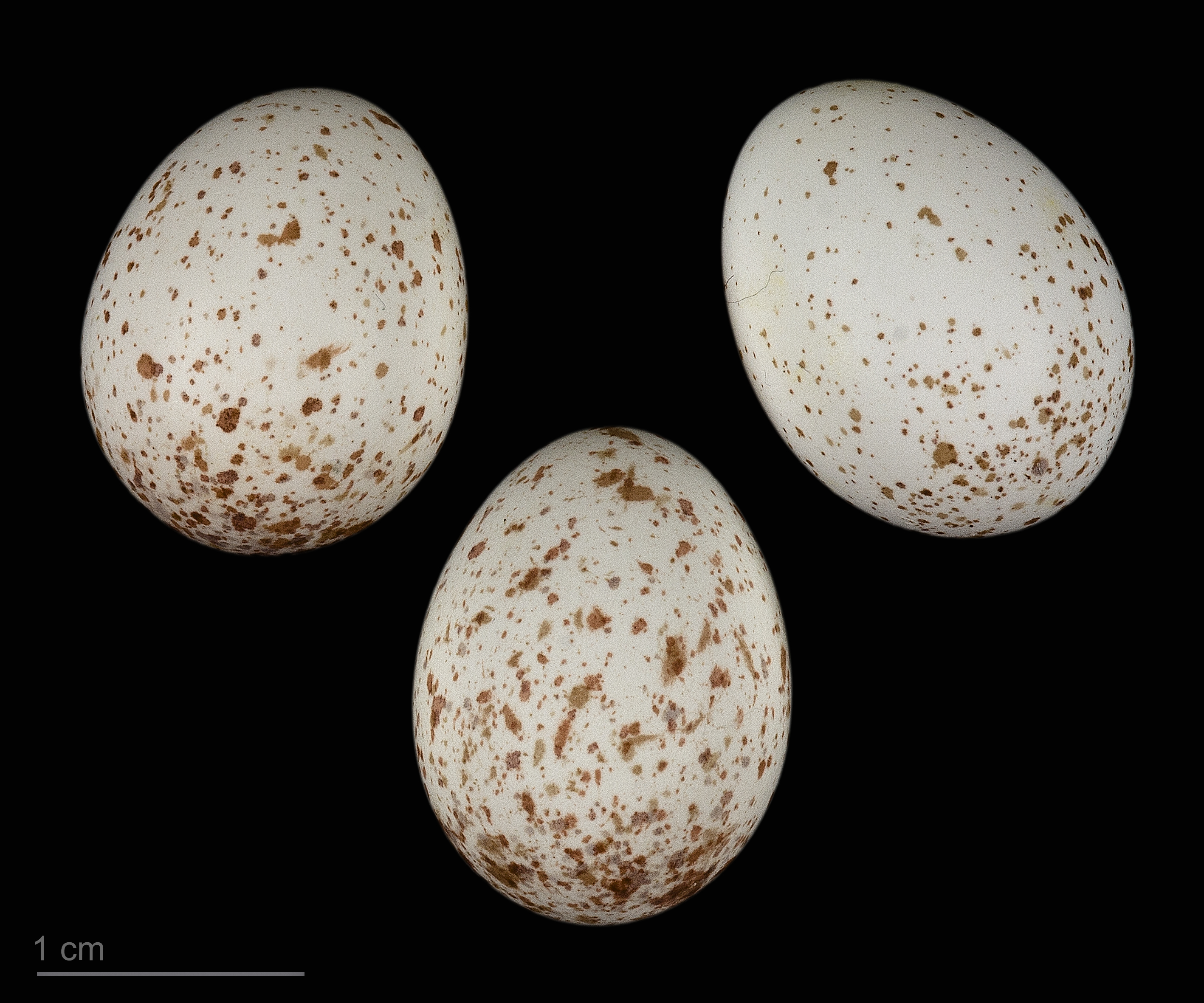
Ägg från turknötväcka

## Status
Arten har ett stort utbredningsområde och internationella naturvårdsunionen IUCN kategoriserar arten som livskraftig. Beståndsutvecklingen är dock oklar. Världspopulationen uppskattas till mellan 256 000 och 944 000 adulta individer.

## Namn
Fågelns vetenskapliga artnamn hedrar Theobald Johannes Krüper (1829-1921), tysk ornitolog och samlare. Tidigare kallades den ’’Krüpers nötväcka’’ även på svenska, men tilldelades 2024 ett mer informativt namn av BirdLife Sveriges taxonomikommitté.

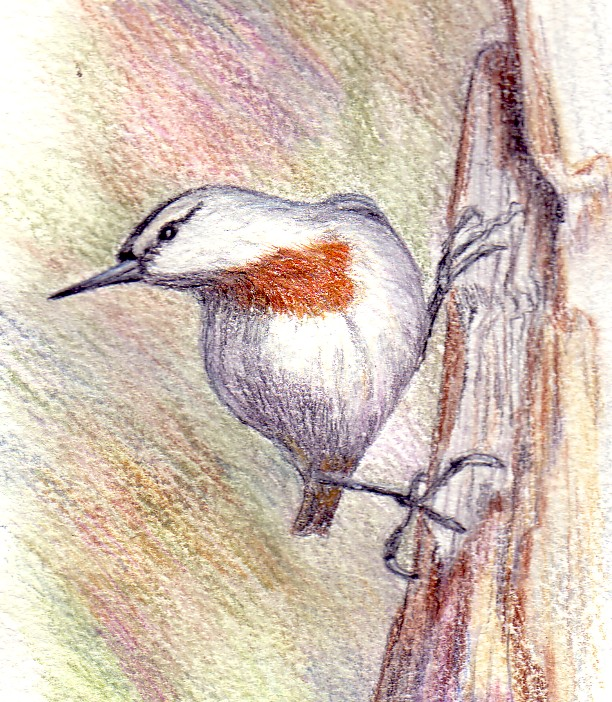
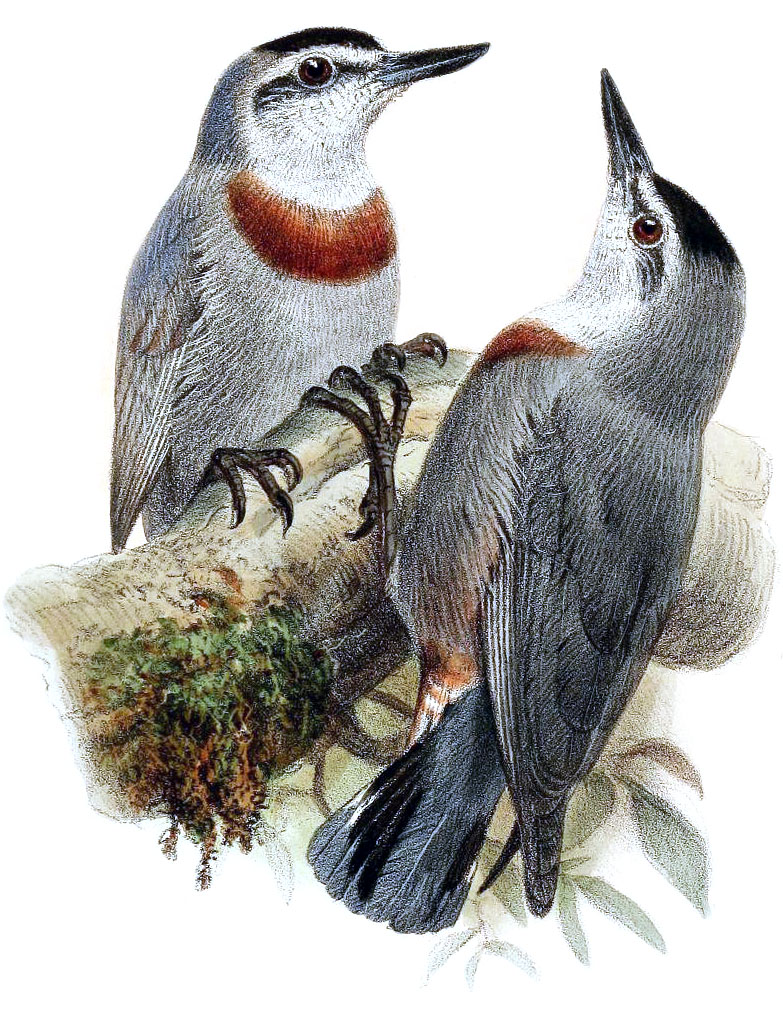